# Rocles (Lozère)
Rocles község Franciaország déli részén, Lozère megyében. 2011-ben 223 lakosa volt.

## Fekvése
Rocles a Margeride-hegység keleti előterében fekszik, Langogne-tól 9 km-re nyugatra,  1100 méteres (a községterület 976-1243 méteres) tengerszint feletti magasságban.
Nyugatról Pierrefiche és Chastanier, északról Naussac, keletről Langogne és Saint-Flour-de-Mercoire, délkeletről Cheylard-l’Évêque, délnyugatról pedig Chaudeyrac községekkel határos.
A D34-es megyei út köti össze Langogne-nyal és Chastanier-vel (2,5 km). A község déli részén keresztülhalad az N88-as (Mende-ot Langogne-al összekötő) főút.
A községhez tartozik Les Combelles, Labastide, Les Thors, Ville-Vieille, Baraque de l’Air, La Bastide, La Rode, Besses Hautes, Romanès, La Rochette, Chamblas, Palhères, Costevieille  és Lahondès des Bois.

## Története
A falu a történelmi Gévaudan tartományhoz tartozott. A 12. században említik először. Napjainkban a legfontosabb gazdasági ágazat az idegenforgalom.

### Demográfia
| Év   | Lakosság |
| ---- | -------- |
| 1793 | 405      |
| 1851 | 577      |
| 1876 | 592      |
| 1901 | 602      |
| 1936 | 502      |

| Év   | Lakosság |
| ---- | -------- |
| 1946 | 404      |
| 1954 | 360      |
| 1962 | 351      |
| 1968 | 287      |

| Év   | Lakosság |
| ---- | -------- |
| 1975 | 226      |
| 1982 | 207      |
| 1990 | 192      |
| 1999 | 197      |
| 2010 | 216      |

## Nevezetességei
- A Sainte Thècle templom román stílusban épült a 12-13. században; 1897-ben átépítették. A templom mellett található az első világháború áldozatainak emlékműve.
- Számos régi kőkereszt található a község területén.
- A falu legrégebbi épülete 1724-ben épült.[2]

## Kapcsolódó szócikk
- Lozère megye községei